# شهرستان چنگچنگ
شهرستان چنگچنگ (به لاتین: Chengcheng County) یک منطقهٔ مسکونی در چین است که در واینان واقع شده‌است. شهرستان چنگچنگ ۱٬۱۲۱ کیلومتر مربع مساحت و ۳۸۶٬۱۵۰ نفر جمعیت دارد.